# 山崎左度子
山崎 左度子（やまざき さとこ、1937年7月25日 - ）は、日本の女優、声優。東京都中野区桃園町出身。山崎 左渡子と表記されることもある。

## 人物
1956年、青山学院高等部卒業。同年、俳優座養成所に8期生として入所。同期に山崎努、河内桃子ら。1959年、劇団三期会に入団し初舞台。1960年、俳優小劇場に移籍し、1974年の解散まで在籍した。

## 出演

### テレビドラマ
- 草を刈る娘（1959年、CX）
- 父の花（1959年、NHK）
- 夫婦百景（NTV）
  - 第59回「うそと夫婦」（1959年）
  - 第241回「ある内縁の夫婦」（1962年）
- 戦争 第5回・第24回（1960年、NHK）
- 街の灯よ今日は（1960年、NET）
- 黎明（1960年、NHK）
- にあんちゃん（1960年、CX）
- 根っこ物語（1961年、CX）
- 波の塔（1961年、CX）
- 女中っ子（1961年、TBS）
- 華やかなる挽歌（1961年、CX）
- 濁流（1961年、CX）
- 事件記者「狂女」（1961年、NHK）
- あしたの風（1961年、NHK）
- 神阪四郎の犯罪（1961年、TBS）
- 女弟子（1961年、NTV）
- 純愛シリーズ 第30回・第57回（1962年、TBS）
- 鎮花祭（1962年、NTV）
- 或る町（1962年、NHK）
- 女の園「幻想画」「蜜月」「キイをたたく女たち」（1962～63年、NHK）
- 短い短い物語 第33回（1962年、NET）
- みどりの歌（1962年、CX）
- 四十八歳の抵抗（1962年、TBS）
- われら青春 第42回（1962年、CX）
- 媒酌人（1962年、TBS）
- 潮騒（1962年、TBS）
- 詩人と電話（1962年、NHK）
- 風待ちの港（1962年、NHK）
- 続 地方記者 第20回（1962年、NHK）
- 汽車は夜九時に着く（1962年、NHK）
- 火山湖（1962年、NHK）
- 倒産 第27回（1963年、TBS）
- おかあさん 第175回・第185回・第192回・第196回（1963年、TBS）
- 煙突のあるオアシス（1963年、NHK）
- 海峡（1963年、NHK）
- 潮騒（1963年、NHK）
- うぐいす侍（1963年、NHK）
- 畦道のうた（1963年、NHK）
- 鋳型（1963年、NHK）
- 走れ健ちゃん（1963年、ABC）
- 七人の刑事（TBS）
  - 第119回「取調室」（1964年）
  - 第165回）「雪」（1965年）
- いもがゆ栄華（1964年、NHK）
- 水の炎（1964年、NTV）
- 次郎物語（1964年、NHK）
- 愛すること死ぬこと（1964年、CBC）
- 麻薬Gメン物語 囮と罠（1964年、NTV）
- 銀座古事記（1964年、NTV）
- 当世書生気質（1964年、NHK）
- 幾星霜（1964年、KBC）
- 男ありて 第12回（1964年、NTV）
- 孤児と風琴（1964年、NHK）
- 新しい女（1965年、NHK）
- 船っ子先生（1965年、NHK）
- 鉄道公安36号 第133回（1965年、NET）
- 秘密指令883  （1967年 - 1968年、CX / 大映テレビ室）第7話「地獄へ突走れ」
- われら弁護士（1968年、NTV）
- きんきらきん（1969年、TBS）
- 怒りの街（1971年、NHK）
- 必殺仕掛人 第19回（1972年、NET）
- いつかある時 垣根 （1974年、NET）

### 映画
- 胎動期 私たちは天使じゃない（1961年）- 鹿川真砂子
- 下町の太陽（1963年）- 岩崎千恵子
- 百万人の大合唱（1972年）- 新田春子

### 吹き替え
- インカ王国の秘宝（エレナ〈ニコール・モーリー〉）
- 宇宙大作戦
  - 『危険な過去への旅』（エディス〈ジョーン・コリンズ〉）
  - （アン〈ダイアナ・マルドア〉）
- 駅馬車（ダラス〈アン＝マーグレット〉）※東京12ch版
- 海底の黄金（グロリア〈ロリ・ネルソン〉）※フジテレビ版
- 傷だらけの栄光（ノーマ〈ピア・アンジェリ〉）※NETテレビ版1
- 罪と罰（リリイ〈マリナ・ブラディ〉）
- 電撃フリントGO!GO作戦（ギラ〈ギラ・ゴラン〉）※TBS版
- トニー・ローム/殺しの追跡（ダイアナ〈スー・リオン〉）
- ニノチカ（ニノチカ〈グレタ・ガルボ〉）
- ハエ男の恐怖（ヘレン〈パトリシア・オーウェンズ〉）※NETテレビ版
- フランケンシュタインの逆襲（エリザベス〈ヘイゼル・コート〉）
- 放射能X（パット〈ジョーン・ウェルドン〉）
- 北西騎馬警官隊（エイプリル〈マデリーン・キャロル〉）
- 水着の女王（イヴ・バレット〈エスター・ウィリアムズ〉）※東京12ch旧版
- めぐり逢い（ロイス〈ネヴァ・パターソン〉）
- 山猫 ※NETテレビ版
- わが谷は緑なりき（ブローウィン〈アンナ・リー〉）

### アニメ
- 忍風カムイ外伝（1967年）- 女